# Une Américaine à Paris
Pour les articles homonymes, voir American Dreamer.
Une Américaine à Paris (titre original : American Dreamer) est un film américain réalisé par Rick Rosenthal en 1984

## Synopsis
Cathy Palmer gagne un concours à propos de son héroïne, Rebecca Ryan, et reçoit en prix un voyage à Paris. Accidentée, elle se réveille à l'hôpital en croyant être cette héroïne... et rencontre l'auteur des aventures de l'héroïne... qu'elle mêle à des aventures complexes avant de retrouver la mémoire.

## Fiche technique
- Scénario : Ann Biderman, David Greenwalt, Jim Kouf
- Production : Doug Chapin, Barry Krost pour CBS Theatrical Films (en)
- Musique : Lewis Furey
- Costumes : Michael Kaplan
- Photographie : Jan de Bont et Giuseppe Rotunno
- Montage : Anne Goursaud
- Coordinateur des combats et des cascades : Claude Carliez et son équipe
- Durée : 105 min
- Pays :  États-Unis
- Langue : anglais
- Couleur : Technicolor
- Son : stereo
- Classification : USA : PG

## Distribution
- JoBeth Williams : Cathy Palmer / Rebecca Ryan
- Tom Conti : Alan McMann
- Giancarlo Giannini : Victor Marchand
- Coral Browne : Margaret McMann
- James Staley : Kevin Palmer
- Christopher Daniel Barnes : Kevin Palmer Jr.
- Huckleberry Fox : Karl Palmer
- Jean Rougerie : Don Carlos
- Pierre Santini : inspecteur Klaus
- Léon Zitrone : Ivan Stranauvlitch
- André Valardy : Dimitri
- Mariusz Pujszo : le diplomate #3
- Michel Melki : Desk clerk